# Lev Shestov
Lev Isaakovich Shestov (tiếng Nga : Лев Исаа́кович Шесто́в ; 2 tháng 2 năm 1866 - 19 tháng 11 năm 1938), tên khai sinh là Yehuda Leib Shvartsman (tiếng Nga : Иегуда Лейб Шварцман), là một nhà triết học tôn giáo và hiện sinh người Nga. Ông nổi tiếng với những lời phê bình chủ nghĩa duy lý và chủ nghĩa duy khoa học. Tác phẩm của ông ủng hộ việc đi khỏi lý trí và siêu hình học, cho rằng những thứ này không có khả năng xác định được sự thật về những vấn đề siêu hình và tối thượng, bao gồm bản chất hay sự tồn tại của Chúa. Các học giả đương thời đã gắn công việc của ông với cái mác "phản triết học." 
Shestov viết nhiều về các triết gia như Nietzsche và Kierkegaard, cũng như các nhà văn Nga như Dostoyevsky, Tolstoy và Chekhov. Các sách đã xuất bản của ông bao gồm Apotheosis of Groundless (1905) và kiệt tác Athens và Jerusalem (1930-37). Sau khi di cư đến Pháp năm 1921, ông kết bạn và có ảnh hưởng đến các nhà tư tưởng như Edmund Husserl , Benjamin Fondane, Rachel Bespaloff, và Georges Bataille. Ông sống ở Paris cho đến khi qua đời vào năm 1938.